# Partido del Pueblo Palestino
El Partido del Pueblo Palestino, también conocido como Partido Popular Palestino (en árabe:Jizb al-Cha'b al-Filastini; حزب الشعب الفلسطيني), es un partido político de Palestina que forma parte de la alianza 'al-Badíl' ("la alternativa") junto con el Frente Democrático para la Liberación de Palestina (FDLP) y la Unión Palestina Democrática o 'Fida'. El partido fue fundado en 1982 como el Partido Comunista Palestino.

## Historia

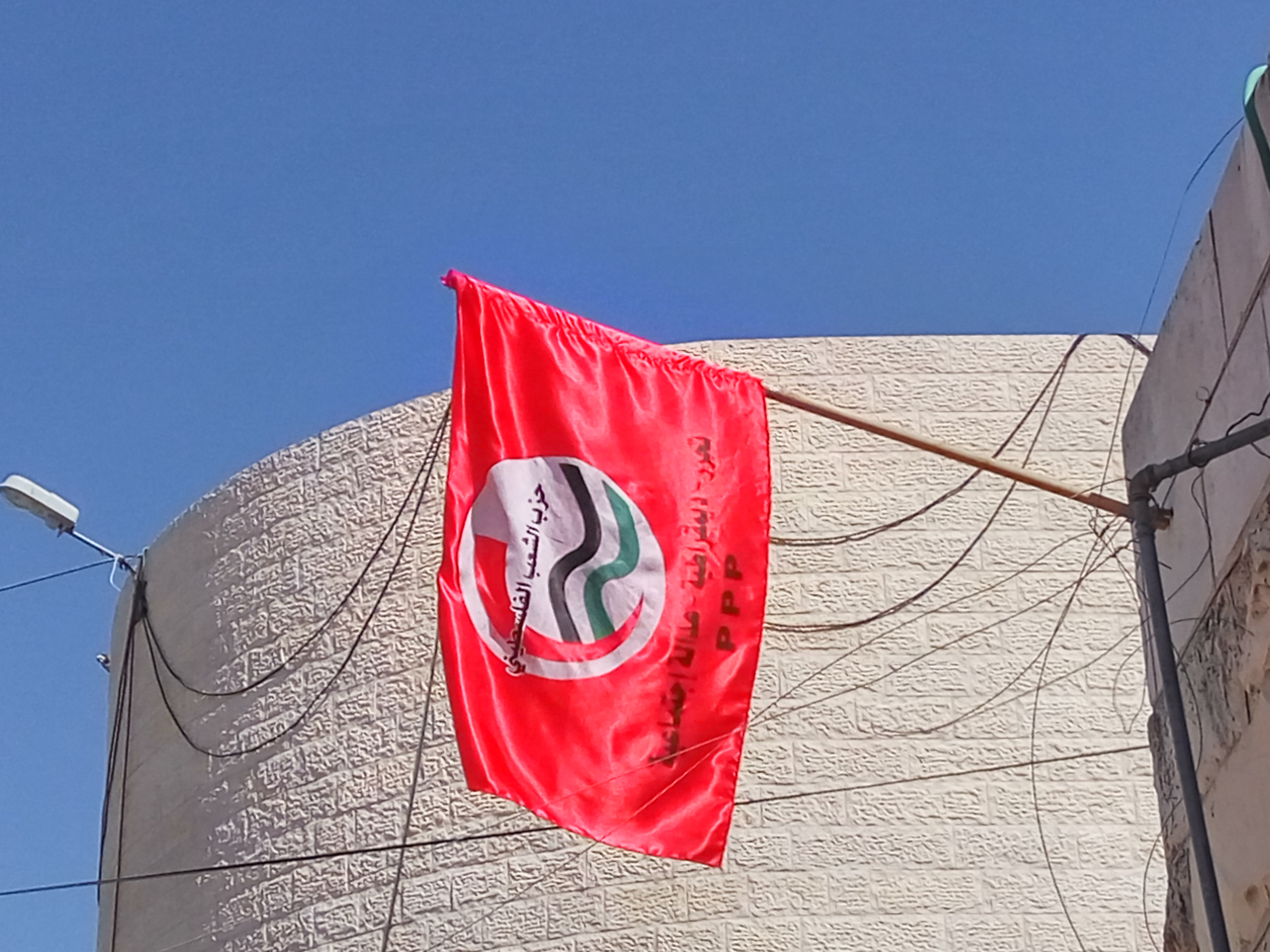
Bandera del Partido Popular Palestino en Hebrón.

Barghouti era un activista en el Partido Comunista Jordano (PCJ) desde su formación en la década de 1950, tanto entre los obreros palestinos durante el periodo del reino jordano en Cisjordania como durante la ocupación israelí de aquel. Barghouti, editor de 'al-Yamajir' (las masas) en los años 50 y dirigente de la Unión General de Alumnos Palestinos (UGAP; GUPS en su acrónimo más reconocido en inglés), fue encarcelado en Jordania entre 1957 y 1965 por sus opiniones contra el Rey Hussein I, y desde 1967 fue el primer líder palestino que rechazó el derecho del reino jordano a representar los palestinos.
Barghouti, que volvió en 1974 a Cisjordania durante la política de permitir el reencuentro de familias divididas seguida por el mando israelí, decidió en 1982 reformar el PCP para representar a los obreros árabes en Cisjordania y la Franja de Gaza, que hasta aquel entonces habían tenido un pequeño grupo comunista. De esta manera, el partido fue uno de los primeros en el mundo árabe que reformaban sus posiciones para pasar de un movimiento comunista del tipo soviético a uno más similar los en estados de Europa Occidental, es decir, con el objetivo de existir dentro de un Estado democrático. Cuando en 1991 cayó la URSS, el PCP cambió su nombre a la denominación actual. El PCP en 1987 se unió con la OLP para apoyarles en la Primera Intifada, y Barghouti participó en la delegación de la OLP en las negociaciones de Madrid en 1991 y en las de Oslo en 1993.

## División
En 1997, cuando era ministro de Industria por el ANP, Barghouti sufrió un grave accidente cerebrovascular y abandonó su puesto como jefe de la PPP y en el gobierno. Falleció en 2000. Tras un proceso complicado, el puesto de jefe ha ocupado por su primo lejano y activista política el doctor Mustafa Barghouti. En 2002, Barghouti dejó el PPP para formar la Iniciativa Nacional Palestina al no poder llegar a un acuerdo con los elementos "conservadores" del PPP que querían mantener la vieja plataforma del partido. El actual secretario general del PPP es Bassam el-Salji.
Para participar en las elecciones por el Consejo Legislativo Palestino (CLP) en 2006, el PPP formó una alianza con la FDLP y Fida que fue llamada 'al-Badíl'. Al-Badíl ganó dos asientos en el CLP y es una parte de la oposición en el consejo al gobierno del Primo Ministro Ismail Haniyeh y Hamás.

## Políticas
El PPP es un grupo izquierdista que pretende crear un Estado democrático y secular en Palestina. El partido es más similar en su estructura al Partido Comunista Italiano que al Partido Comunista de la Unión Soviética, ya que sus instituciones son leales al Estado palestino, y no al contrario. Es decir, que el PPP no quiere sublevarse contra el gobierno establecido sino participar en él, y representar a los obreros palestinos.
Al contrario que el gobierno de Hamas, el PPP se opone al islamismo en Palestina, y aspira a una sociedad con libertad de credos para todos los ciudadanos palestinos. El PPP no tiene un ala militante. Grupos con políticas similares, como el FDLP y el FPLP sí tienen una. El grupo desde los Acuerdos de Oslo se niega a la lucha armada contra Israel, y prefiere negociaciones para alcanzar una salida pacífica del conflicto árabe-israelí.

## Secretarios generales
- Bassam Barghouti: 1982-1997
- Hana Amireh y Abdelmajid Hamadan: 1997-1998
- Dr. Mustafa Barghouti: 1998-2002
- Bassam al-Salji: Desde 2002

### Miembro del Comité Ejecutiva de la OLP
- Suleiman al-Nayab